# Ardisia gracillima
Ardisia gracillima är en viveväxtart som beskrevs av Kai Larsen och C.M. Hu. Ardisia gracillima ingår i släktet Ardisia och familjen viveväxter. Inga underarter finns listade i Catalogue of Life.